# Trận Isonzo lần thứ hai
Trận Isonzo lần thứ hai là một trong các trận Isonzo trên Mặt trận Ý thời Chiến tranh thế giới thứ nhất, diễn ra từ ngày 18 tháng 7 cho đến cuối tháng 8 năm 1915 giữa Quân đội Ý và Quân đội Đế quốc Áo-Hung, sau thất bại của quân Ý trong trận Isonzo lần thứ nhất. Bất chấp những cuộc tấn công dữ dội của quân Ý, mặt trận không hề xoay chuyển rõ rệt. Trận đánh đã chấm dứt mọi hy vọng hành quân nhanh chóng tới Trieste của quân Ý, cũng như hy vọng dễ dàng phòng ngự tuyến Isonzo của quân Áo. Quân Ý phải chịu thiệt hại nặng nề, song, mặc dù cách phòng vệ chặt chẽ của Tư lệnh Tập đoàn quân số 5 của Áo là Svetozar Boroević đã giành thắng lợi và đội quân ô hợp của ông đã thể hiện khả năng cùng với tâm huyết của mình trong cuộc chiến, ông đã nhận thấy cái giá mà họ phải trả.
Cadorna tổ chức cuộc tấn công vào ngày 18 tháng 7 năm 1915, với ưu thế về quân số. Quân Ý nã pháo vào đầu buổi trưa hôm ấy, và mục tiêu của họ là cao nguyên Karst. Dưới quyền Emmanuel Philibert, Công tước Aosta, họ không thể làm nên bước tiến đáng kể do Boroević đã lợi dụng lúc trận đánh gián đoạn thể xây dựng chiến hào tốt hơn và thay thế các binh sĩ mệt mỏi. Trong hai ngày sau, quân Ý đánh giáp lá cà với quân Áo-Hung và giành được một số thắng lợi nhỏ nhoi quanh Karst. Thấy mình chỉ nắm chút lợi thế, Emmanuel đổi chiến thuật và phái Tập đoàn quân số 3 của Ý đến chiếm núi San Michiele vào ngày 20 tháng 7 năm 1915, nhưng bị hỏa lực của đối phương xé lẻ. Hôm sau, quân Áo đã phản công và chiếm lại núi này. Từ ngày 23 đến ngày 25 tháng 7 năm 1915, quân Ý được tăng viện nhưng không chiếm nổi Karst và quân Áo giữ được trận tuyến, mặc dù núi Sei Busi rơi vào tay quân Ý trong ngày 25 tháng 7. Quân Áo không thể chiếm lại núi này và giao tranh bắt đầu lặng đi dù hai bên vẫn tiếp tục chiến đấu. Do thiếu thốn đạn pháo, Cadorna ngừng tấn công ở Karst vào ngày 7 tháng 8 năm ấy, Tuy nhiên, trận đánh vẫn âm thầm tiếp diễn trong suốt tháng 8 và ngày nào cũng có thương vong. Chiến sự đã diễn ra ác liệt ở vùng hạ lưu sông Isonzo. Một cuộc tiến công do Cadorna phát động đã khởi đầu bằng một đợt công pháo vào ngày 12 tháng 8 năm 1915 và quân Bộ binh Ý tràn ra khỏi chiến hào của mình vào ngày 14 tháng 8 năm ấy. Trong vòng năm ngày, quân Ý không thể thu được thành tích đáng kể. Các đợt tấn công của Sư đoàn số 7 của Ý tại khu vực Tolmein ở cao điểm Mrzli trong các ngày 21 và 22 tháng 8 năm 1915 đã trở nên thảm họa cho họ.
Các Sư đoàn khác của Ý tại Tolmein cũng không thể làm nên công tích, với những đợt tấn công dồn dập của mình, dù đêm ngày 28 tháng 8 năm 1915, Sư đoàn số 8 đánh bại quân Áo-Hung và đe dọa đến dãy Julian Alps, nhưng bị quân Áo-Hung phản công đánh lui về trận tuyến. Quân Ý không thể tiến thêm về hướng Đông, song giao tranh vẫn tiếp diễn ở khu vực Flitsch của cao điểm Mrzli. Nơi này vốn yên tĩnh trước tuần lễ cuối của tháng 8 sau khi cuộc đợt tấn công của Sư đoàn số 7 của Ý đều bị bẻ gãy. Vào các ngày 24 và 27 tháng 8 năm 1915, các cuộc tiến công của quân Ý cũng không thu được thắng lợi Vào ngày 29 tháng 8 năm ấy, quân Ý lại tấn công núi Rombon, nhưng quân Áo đã giữ được núi này.. Trận Isonzo lần thứ hai là cuộc đổ máu toàn diện đầu tiên trên Mặt trận Ý. Cuối năm ấy, quân Ý lại thất bại trong trận Isonzo lần thứ ba.